# Donald Runnicles

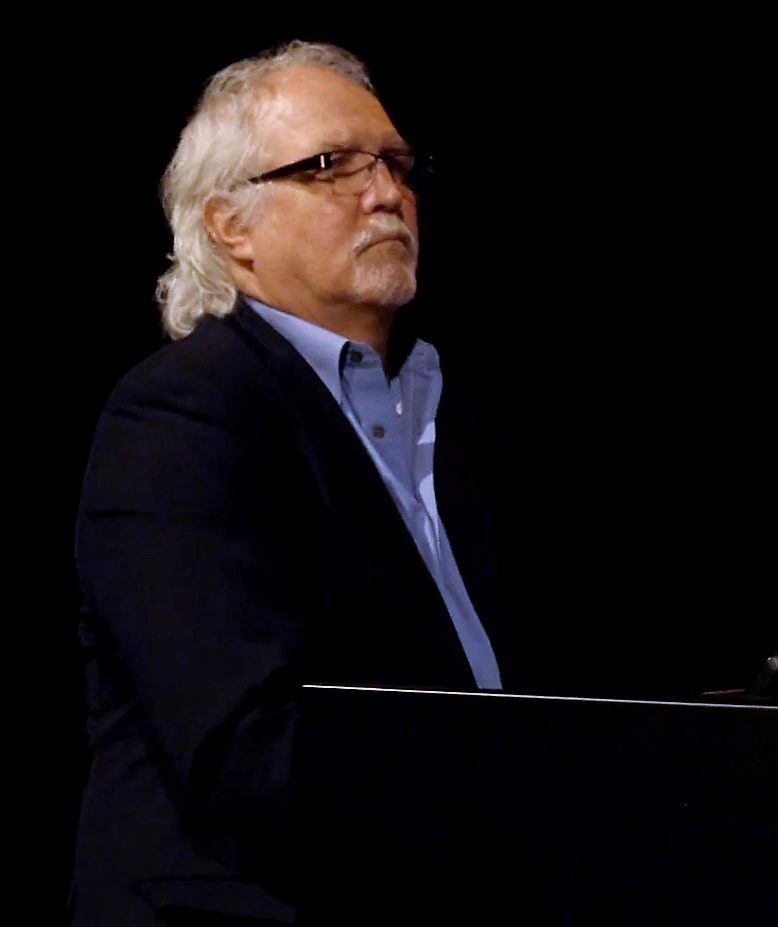
Donald Runnicles, 2020

Sir Donald Cameron Runnicles (* 16. November 1954 in Edinburgh, Schottland) ist ein britischer Dirigent und Generalmusikdirektor der Deutschen Oper in Berlin.

## Leben
Donald Runnicles wurde als Sohn des Möbelhändlers, Chorleiters und Organisten William Runnicles und seiner Frau Christine in Edinburgh geboren. Er studierte in Edinburgh und Cambridge und begann seine musikalische Karriere 1980 als Korrepetitor in Mannheim. Er wirkte als Assistent bei den Bayreuther Festspielen und als Gastdirigent bei verschiedenen europäischen Orchestern. Von 1989 bis 1993 war er Generalmusikdirektor beim Philharmonischen Orchester in Freiburg.
Nachdem er 1988 kurzfristig eine Aufführung von Bergs Lulu an der Metropolitan Opera übernommen und dort 1990 zwei Aufführungen von Wagners Ring des Nibelungen dirigiert hatte, wurde er 1992 Music Director der San Francisco Opera und blieb in diesem Amt bis 2009. Neben Werken von Mozart, Strauss und Wagner dirigierte er hier u. a. die nordamerikanische Uraufführung von Tippetts King Priam und Messiaens Saint François d’Assise sowie die Uraufführung von Conrad Susas Dangerous Liaisons und John Adams’ Doctor Atomic.
1991 leitete er beim Glyndebourne Festival die Aufführung von Mozarts Oper Don Giovanni zu dessen 200. Todestag. Seit 1993 ist er regelmäßiger Gast des Edinburgh Festival. Er dirigierte u. a. das BBC Symphony Orchestra, das NDR Sinfonieorchester, das Israel Symphonic, die Münchner und die Wiener Philharmoniker sowie das Concertgebouw-Orchester. Er dirigierte bei den Bayreuther Festspielen, den Proms in London und den Salzburger Festspielen, wo er u. a. Erich Wolfgang Korngolds Die tote Stadt aufführte. An der Wiener Staatsoper dirigierte er mehrere Jahre lang Wagners Ring des Nibelungen und 2001 die Wiener Erstaufführung von Brittens Billy Budd.
Weiterhin ist Runnicles Erster Gastdirigent des Atlanta Symphony Orchestra und seit 2006 Musikdirektor des Grand Teton Music Festival in Wyoming. Von 2001 bis 2006 war er Erster Dirigent des New Yorker Orchestra of St. Luke’s.
Von 2009 bis 2016 war er Chefdirigent des BBC Scottish Symphony Orchestra. Seit 2009 ist er als Generalmusikdirektor der Deutschen Oper in Berlin verpflichtet, wo er sein Engagement 2026 beendet. Ab der Saison 2025/26 ist er Chefdirigent der Dresdner Philharmonie.
2004 wurde Runnicles mit dem Order of the British Empire ausgezeichnet, 2020 wurde ihm der Titel Knight Bachelor verliehen.

## Diskographie
- Engelbert Humperdinck: Hänsel und Gretel
- Vincenzo Bellini: I Capuleti e i Montecchi
- Christoph Willibald Gluck: Orphée et Euridice
- Stewart Wallace: Harvey Milk (Libretto: Michael Korie). Liveaufnahme
- Benjamin Britten: Billy Budd. Liveaufnahme
- Erich Wolfgang Korngold: Die tote Stadt. Liveaufnahme
- Richard Wagner Ausschnitte aus dem Ring des Nibelungen und das Siegfried-Idyll mit der Staatskapelle Dresden
- Carl Orff: Carmina Burana mit dem Atlanta Symphony Orchestra and Chorus
- Mozart: Sinfonien Nr. 39 und 41 mit dem Orchestra of St. Luke’s
- Ludwig van Beethoven: 9. Sinfonie mit dem Atlanta Symphony Orchestra
- Richard Wagner: Tristan und Isolde. Livemitschnitt der BBC London